# Meinhard von Neuhaus (Oberstburggraf)
Meinhard von Neuhaus (auch Meinhard von Hradec, tschechisch Menhart z Hradce; * 1398; † 3. Februar 1449 in Ritschan) war einer der politischen Führer der gemäßigten Utraquisten und seit 1437 Oberstburggraf von Böhmen. Er entstammte dem witigonischen Familienzweig der Herren von Neuhaus.

## Leben
Seine Eltern waren Johann d. Ä. von Neuhaus auf Velhartice (Jan starši z Hradce) und Katharina/Kateřina, geborene  von Velhartice. Noch zu Lebzeiten seines Vaters beteiligte sich Meinhard an der Verwaltung der elterlichen Besitzungen. Er interessierte sich zudem für die öffentlichen Belange und freundete sich mit dem mit ihm verwandten Ulrich II. von Rosenberg an. Mit dem Erbe der väterlichen Besitzungen 1417 wurde er Regent der Velharticer Linie der Herren von Neuhaus. 1418 stiftete er für Neuhaus zwei Altarpriester. Obwohl sein Vater ein Anhänger der Hussiten war, stand Meinhard auf der Seite der gemäßigten Utraquisten und des katholischen Adels. Nach dem Tod König Wenzels 1419 erhoffte er sich eine politische Erneuerung Böhmens durch eine Erweiterung der Ständerechte.
Nachdem er 1421 von seinem Vetter Ulrich V. von Neuhaus, der ohne männliche Nachkommen verstorben war, dessen Herrschaft Neuhaus sowie die mährischen Besitzungen um Bílkov geerbt hatte, residierte er auf Schloss Neuhaus, wodurch die Velharticer Linie wieder mit dem Neuhauser Familienzweig verbunden wurde.
Bei der Verteidigung der Burg Rabí im Juli 1421 gegen die Heere des Hussitenhauptmanns Jan Žižka wurde Meinhard gefangen genommen und einige Zeit auf der Burg Příběnice in Haft gehalten. Bei der Belagerung von Křemže 1423 befahl Žižka dem Hauptman Jan Hvězda von Vicemilic die Einnahme von Teltsch, wo Zdeňek von Sternberg die Vormundschaft über die unmündigen Söhne Johanns d. Ä. von Neuhaus, Johann und Heinrich, ausübte. Den verzweifelt kämpfenden Teltschern kam Meinhard mit Johann von Guttenstein (Jan z Gutenstejna) und anderen Adligen sowie 3000 Kämpfern zu Hilfe. Bei dei der für Meinhard siegreichen Schlacht sollen 300 Taboriten zu Tode gekommen sein. 
Am 31. Oktober 1425 kämpfte Meinhard bei Kamenice gegen das vereinte Heer der Taboriten Prokop Holý und Bohuslav von Schwanberg. Anschließend sollen die Taboriten mehrere Besitzungen der Herrschaft Neuhaus sowie die Stadt Počátky verwüstet haben. Im November 1426 vereinbarte Meinhard mit Prokop Holý einen Waffenstillstand. Um diese Zeit versöhnte sich Meinhard auch mit Jan von Neuhaus auf Teltsch, Sohn den gleichnamigen Vaters, der von Ulrich V. von Neuhaus nach Teltsch verjagt worden war, obwohl ihm die Hälfte von Neuhaus gehörte. 1427 zog Meinhard auf der Seite der Taboriten gegen die Kreuzritter im Vierten Kreuzzug, der mit der Schlacht bei Mies beendet wurde. 1428 kam mit Unterstützung Meinhards eine Begegnung zwischen König Sigismund und dem Hussitenführer Prokop Holý zustande.
1431 kämpfte Meinhard unterhalb der Burg Herštejn bei Neugedein gegen die Kreuzritter in der Schlacht von Taus. Durch die hussitische Niederlage wuchs die Verhandlungsbereitschaft unter den gemäßigten Utraquisten und auch auf der königlich-katholischen Seite. Meinhard wandte sich nun öffentlich von den Taboriten ab und verlangte auf dem Kuttenberger Landtag die Entsendung gebildeter Männer zum Konzil von Basel, wo sie sich für die Anerkennung der Prager Kompaktaten einsetzen sollten. Die dadurch enttäuschten Taboriten belagerten daraufhin das katholische Pilsen, erlebten jedoch mit der Schlacht bei Lipan 1434 ihre endgültige Niederlage.
Nach der Rückkehr König Sigismunds nach Böhmen wurde Meinhard 1437 zum Oberstburggrafen von Böhmen ernannt und mit dem Amt des Verwesers betraut, das er während Sigismunds Abwesenheit zu bekleiden hatte. Nach Sigismunds Tod unterstützte Meinhard die Kandidatur von dessen Schwiegersohn Albrecht von Habsburg, der Mitte 1438 zum König von Böhmen gekrönt wurde. Mit ihm zog Meinhard gegen Tábor, das sich gegen die Wahl Albrechts gestellt hatte. Nach dessen Tod im Oktober 1439 gehörte Meinhard mit Georg von Podiebrad, Ulrich II. von Rosenberg, Hynek Ptáček von Pirkstein u. a. Adligen 1440 einer Delegation an, die dem bayerischen Herzog Albrecht III. die böhmische Krone antrug, die dieser jedoch ablehnte.
Durch die nachfolgende Thronvakanz, die dadurch zustande kam, das Albrechts Witwe Elisabeth von Luxemburg Ansprüche für den nachgeborenen Sohn Ladislaus Postumus geltend machte,  brachen die religiösen Gegensätze zwischen den Katholiken und den gemäßigten Utraquisten auf der einen Seite und den strengen Utraquisten auf der anderen Seite wieder auf. Zum Führer der Utraquisten stieg der Hauptmann des Bunzlauer Kreises, Georg von Podiebrad auf. 1448 gelang es ihm, die Hauptstadt Prag und die Burg einzunehmen und sich durch militärischen Druck als Landesverweser anerkennen zu lassen. 
Am 9. September 1448 wurde Meinhard in der Prager Altstadt gefangen genommen und zunächst im Altstädter Rathaus inhaftiert, von wo er auf die Burg Poděbrady gebracht wurde. Das Amt des Oberstburggrafen wurde an Zdeňek von Sternberg auf Konopischt übertragen. Mit Schreiben vom 20. September 1448 forderte Meinhards Sohn Ulrich von Neuhaus († 1453) die Freilassung seines Vaters. Georg von Podiebrad verweigerte die Freigabe mit dem Hinweis, dass Meinhard vor ein ordentliches Gericht gestellt werden solle. 
Während der nachfolgenden bürgerkriegsähnlichen Auseinandersetzungen erkrankte Meinhard und wurde schließlich am 1. Februar 1449 mit der Verpflichtung entlassen, sich zu stellen, sobald er dazu aufgefordert werde. Auf dem Weg zur Burg Karlstein starb er zwei Tage später bei Ritschan. Sein Leichnam wurde nach Neuhaus gebracht, wo er in der Pfarrkirche beigesetzt wurde. 
Bereits am 6. Februar bildete sich die Strakonitzer Allianz, deren Mitglieder u. a. Heinrich IV. von Rosenberg, Zajíc von Hasenburg, Johann von Lichtenburg, Zdeněk von Sternberg, Wilhelm der Jüngere von Ryzmberk und Zdeněk Kostka von Postupic waren. Auf der Landesversammlung vom 3. August 1450 erhob die Allianz den Vorwurf, Georg von Podiebrad habe Meinhard vergiften lassen. Diese Anschuldigung konnte jedoch nicht bewiesen werden.

## Familie
Meinhard war mit Margarethe von Walsee verheiratet. Der Ehe entstammten die Kinder
- Johann/Jan, starb im Kindesalter
- Ulrich/Oldřich († 1453), verheiratet mit Margarethe/Markéta von Pottenstein
- Heinrich/Jindřich, starb im Kindesaltar